# Bentley Continental R
Bentley Continental R är en personbil, tillverkad av den brittiska biltillverkaren Bentley mellan 1991 och 2003.

## Continental R
Rolls-Royce fortsatte att satsa på Bentleys unika identitet när man presenterade den stora gran turismo-vagnen Continental R på Genèvesalongen 1991. Det var en modell i samma anda som femtiotalets Continentalmodeller. Bilen byggde på Turbo R med dess turbobestyckade V8-motor på 330 hk, men hade en fyrsitsig coupé-kaross.
1995 övertogs motorn på 385 hk från Continental S och två år senare skruvades effekten upp ytterligare till 400 hk.

## Continental S
Mellan 1994 och 1995 tillverkades prestandamodellen Continental S. Motorn hade fått laddluftkylare och effekten ökade till 385 hk.

## Continental T
1996 presenterades Continental T med 10 cm kortare hjulbas och motorn trimmad till 426 hk.

## Continental SC
På Bilsalongen i Paris 1998 introducerades Continental SC, den första Bentley utvecklad sedan Volkswagen AG tagit över. Bilen baserades på den korta Continental T och hade ett avtagbart tak i glas över framstolarna. Det fasta taket över baksätet var också utfört i glas. Taklösningen var avsedd att påminna om trettiotalets coupé de ville-karosser.

## Tillverkning
| Modell         | Årsmodell | Antal |
| -------------- | --------- | ----- |
| Continental R  | 1991-2003 | 1 533 |
| Continental S  | 1994-95   | 18    |
| Continental T  | 1996-2002 | 322   |
| Continental SC | 1998-2000 | 79    |